# Электрошлаковая сварка

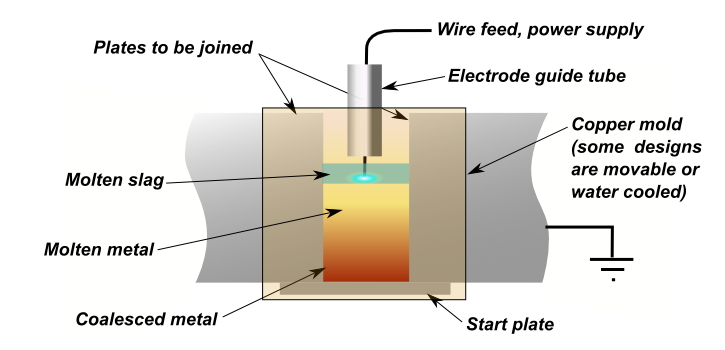
Схема процесса электрошлаковой сварки

Электрошлаковая сварка (ЭШС) — вид электрошлакового процесса, сварочная технология, использующая для нагрева зоны плавления теплом шлаковой ванны, нагреваемой электрическим током. Шлак защищает зону кристаллизации от окисления и насыщения водородом.
В холодном металле растворимость водорода на два порядка ниже, чем в жидком, а в атмосфере водорода всегда хватает. Поэтому, если металл без специальной защиты расплавить, а потом быстро охладить, то выходящий водород может спровоцировать образование трещин.
Процесс сварки является бездуговым. В отличие от дуговой сварки для расплавления основного и присадочного металлов используют теплоту, выделяющуюся при прохождении сварочного тока через расплавленный электропроводный шлак (флюс). Затем электрод погружают в шлаковую ванну, горение дуги прекращается и ток начинает проходить через расплавленный шлак. Сварку выполняют снизу вверх чаще всего при вертикальном положении свариваемых деталей с зазором между ними. Для формирования шва по обе стороны зазора устанавливают медные ползуны-кристаллизаторы, охлаждаемые водой. По мере формирования шва ползуны перемещаются в направлении сварки.
По виду электрода различают электрошлаковую сварку проволочным, пластинчатым электродом и плавящимся мундштуком; по наличию колебаний электрода — без колебаний и с колебаниями электрода; по числу электродов — одно-, двух- и многоэлектродную.
Обычно электрошлаковую сварку применяют для соединения деталей толщиной от 15 мм до 600 мм, в частности брони танков и бронекорпусов кораблей.
Электрошлаковый процесс используют также для переплава стали из отходов и получения отливок.

### Техническая литература
- Чебан В.А. Сварочные работы / Ответственный редактор: Оксана Морозова, Технический редактор Галина Логвинова. — 5-е изд. — Ростов-на-Дону: «Феникс», 2008. — 412 с. — (Начальное профессиональное образование). — 3000 экз. — ISBN 978-5-222-13621-8.